# Saint-Philbert-de-Bouaine
Saint-Philbert-de-Bouaine ist eine französische Gemeinde mit 3.622 Einwohnern (Stand: 1. Januar 2022) im Département Vendée in der Region Pays de la Loire. Die Gemeinde gehört zum Arrondissement La Roche-sur-Yon und zum Kanton Aizenay. Die Einwohner werden Philbertins und Philbertines genannt.
Die Gemeinde erhielt 2023 die Auszeichnung „Eine Blume“, die vom Conseil national des villes et villages fleuris (CNVVF) im Rahmen des jährlichen Wettbewerbs der blumengeschmückten Städte und Dörfer verliehen wird.

## Geografie
Saint-Philbert-de-Bouaine liegt im nördlichen Teil des Départements an der Grenze zum benachbarten Département Loire-Atlantique, die an drei Seiten das Gemeindegebiet umschließt. Die Gemeinde befindet sich etwa 35 Kilometer nordnordwestlich von La Roche-sur-Yon und etwa 26 Kilometer südlich von Nantes in der Région naturelle Bocage vendéen. Der Fluss Boulogne begrenzt das Gemeindegebiet im Westen. Durch die Gemeinde fließt die Issoire, einer der Nebenflüsse der Boulogne. Die Gemeinde gehört zum Weinbaugebiet Gros Plant du Pays Nantais, auf dem der Muscadet produziert wird.
Umgeben wird Saint-Philbert-de-Bouaine von den Nachbargemeinden Geneston (Loire-Atlantique) im Norden, Montbert (Loire-Atlantique) im Nordosten, La Planche (Loire-Atlantique) im Osten und Nordosten, Vieillevigne (Loire-Atlantique) im Osten und Südosten, Rocheservière im Süden, Corcoué-sur-Logne (Loire-Atlantique) im Westen und Südwestens sowie Saint-Colomban (Loire-Atlantique) im Westen und Nordwesten.
Durch die Gemeinde führt die frühere Route nationale 137bis (heutige D937).

## Bevölkerungsentwicklung

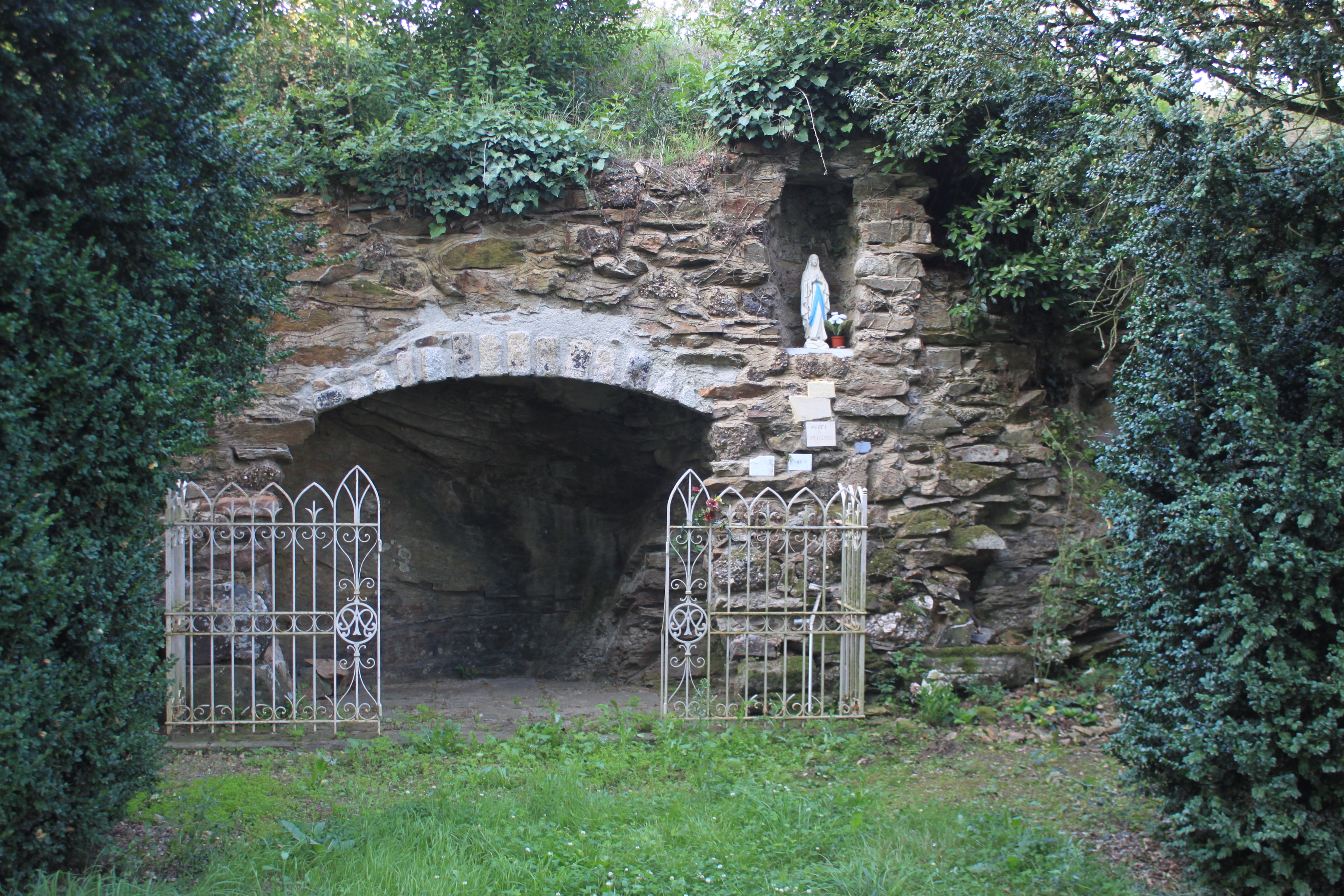
Grotte Landefrère

| 1962                       | 1968 | 1975 | 1982 | 1990 | 1999 | 2006 | 2013 | 2020 |
| -------------------------- | ---- | ---- | ---- | ---- | ---- | ---- | ---- | ---- |
| 1771                       | 1810 | 1918 | 2032 | 2105 | 2255 | 2604 | 3228 | 3565 |
| Quellen: Cassini und INSEE |      |      |      |      |      |      |      |      |

## Sehenswürdigkeiten
- Kirche Saint-Philbert aus dem 12. Jahrhundert
- Grotte Landefrère, eine Nachbildung der Grotte von Lourdes